# Vereniging voor Experimenteel Radio Onderzoek Nederland
Die Vereniging voor Experimenteel Radio Onderzoek in Nederland (kurz: VERON, deutsch „Verband für experimentelle Funkforschung in den Niederlanden“) ist eine nationale Vereinigung von Funkamateuren in den Niederlanden.
Gegründet wurde die Vereinigung am 21. Oktober 1945 mit dem Zweck, die Praxis des Amateurfunks und die dazugehörige Erforschung der Hochfrequenztechnik zu fördern. Sie ist in 64 regionale Sektionen gegliedert. Die Hauszeitschrift der VERON ist nach dem elektrischen Elementarteilchen benannt und heißt Electron. Sie erscheint monatlich und widmet sich den diversen Mitgliederaktivitäten, wie Amateurfunkwettbewerben, Aktionen wie SOTA und „DXpeditionen“, sowie den typischen Themen des Amateurfunks, wie Sende- und Empfangstechnik, Testberichte und Bauanleitungen zu Antennen.
Die VERON ist Mitglied in der International Amateur Radio Union (IARU Region 1) der internationalen Vereinigung von Amateurfunkverbänden und vertritt dort die Interessen der niederländischen Funkamateure.
Das Rufzeichen der Clubstation der VERON lautet PI4AA.
Als weitere Amateurfunkorganisation in den Niederlanden gibt es die Vereniging van Radio Zend Amateurs (VRZA), „Vereinigung der Funkamateure“, die im Gegensatz zur VERON jedoch nicht Mitglied der IARU ist.